# Sophronicomimus
Sophronicomimus is een kevergeslacht uit de familie van de boktorren (Cerambycidae). De wetenschappelijke naam van het geslacht werd voor het eerst geldig gepubliceerd in 1957 door Breuning.

## Soorten
Sophronicomimus is monotypisch en omvat slechts de volgende soort:
- Sophronicomimus densepunctatus Breuning, 1957